# Ariosto Neri
Ariosto Neri (Novi di Modena, 25 dicembre 1906 – Desenzano del Garda, 6 settembre 1932) è stato un militare e aviatore italiano, che fu pilota del Reparto Sperimentale Alta Velocità di Desenzano del Garda e venne designato a conquistare il record mondiale di velocità per velivoli a elica volando a bordo di un idrovolante Macchi-Castoldi M.C.72. Il tentativo fallì a causa di un grave guasto meccanico, ed egli decedette poco dopo in un incidente aereo venendo sostituito dal maresciallo Francesco Agello.

## Biografia
Nacque a Novi (provincia di Modena) il 25 dicembre 1906, figlio di Anselmo e Saide Schiavi. Nel 1926 il padre vinse il concorso come direttore del Complesso bandistico V. E. Marzotto di Valdagno, e l'anno successivo la famiglia si trasferì nella cittadina berica. Dopo aver compiuto gli studi superiori presso l'Istituto Tecnico Industriale Rossi di Vicenza, nel 1924 fu ammesso a frequentare il Corso Borea presso la neocostituita Regia Accademia Aeronautica allora basata a Livorno.
Transitato in forza alla Regia Aeronautica all'inizio del 1930 divenne comandante, con il grado di tenente, della 71ª Squadriglia, 9º Gruppo del 1º Stormo Caccia Terrestre basato sull'aeroporto di Campoformido. Tale reparto era considerato l'élite della specialità caccia italiana. Distintosi particolarmente nell'acrobazia aerea fu designato dal comandante dello Stormo, colonnello Rino Corso Fougier, a guidare l'appena costituita Pattuglia Folle che doveva esibirsi davanti al Re Vittorio Emanuele III nella Prima Giornata dell'Ala che si teneva a Roma l'8 giugno 1930. Per tale occasione egli sviluppò e perfezionò una particolare manovra acrobatica collettiva che divenne nota sotto il nome di Bomba. L'8 giugno tale manovra fu ripetuta per ben tre volte innanzi al Re, alle autorità militari e al pubblico estasiato. Tutti e cinque i piloti furono insigniti della Croce di Cavaliere della Corona d'Italia.
L'anno successivo passò, su sua richiesta, in forza al Reparto Alta Velocità di Desenzano del Garda, dove partecipò al II Corso per piloti di idrovolante da competizione. Al termine del corso fu designato dal comandante del R.A.V., colonnello Mario Bernasconi, come pilota del nuovo idrovolante Macchi M.C.72 che doveva conquistare il record mondiale di velocità. Il 16 giugno 1932, durante un volo di prova ad alta velocità, il velivolo perse il timone di direzione capovolgendosi. Ricorrendo a tutta la sua bravura di pilota riuscì a raddrizzare il velivolo effettuando un ammaraggio di emergenza e salvando il prezioso aereo. Per questa impresa venne ricompensato con la Medaglia d'argento al valor aeronautico. Il 6 settembre dello stesso anno, mentre effettuava una serie di manovre acrobatiche a bordo di un caccia Fiat C.R.20, si ruppe all'asse dell'elica che si sfilò. L'aereo andò in stallo precipitando a pochi metri dal porto di Desenzano causando la morte del pilota. I funerali si svolsero a Desenzano alla presenza del padre, del fratello Alessio, di Gabriele D'Annunzio e di molte altre autorità sia civili che militari, mentre la salma fu inumata nel cimitero di Vicenza.
La sezione dell'Associazione Arma Aeronautica di Valdagno (MO) è intitolata alla MOVM Alessio Neri e a suo fratello Ariosto.

### Annotazioni
1. ↑  Tale squadriglia era costituita da cinque caccia Fiat C.R.20 pilotati rispettivamente dal ten. Neri (Capo pattuglie), dal ten. Melandri (primo gregario di destra), dal serg. Scarpin (secondo di destra), dal serg. Diamare (primo gregario di sinistra), e dal serg. De Giorgi (secondo di sinistra).
2. ↑  Lo sviluppo della figura acrobatica Bomba avvenne in forza di innumerevoli voli di prova effettuati dai piloti della pattuglia sopra il greto del fiume Tagliamento.
3. ↑  Tale acrobazia e una delle più complesse e spettacolari mai inventate, e figura ancora oggi nelle esibizioni di molte pattuglie acrobatiche.
4. ↑  Gli altri piloti ammessi al corso erano: maggiore Guglielmo Cassinelli; capitano Osvaldo Baldi; tenente Stanislao Bellini; tenente Giovanni Buffa; tenente Antonio Lippi; tenente Giancarlo Nicelli; tenente Pietro Scapinelli; maresciallo Eraldo Fruet e sergente maggiore Mario Gori.

### Fonti
1. 1 2 3 4 5  Tra Berici e Lessini, maggio 2013, p. 30.
2. 1 2 3  Tra Berici e Lessini, maggio 2013, p. 31.
3. 1 2 3 4 5  Danieli, Giannino. Ari e Ale i fratelli volanti, Il giornale di Vicenza, Vicenza, maggio 2014.
4. 1 2 3 4 5  Ufficio Storico dell'Aeronautica Militare 1977, p. 6.
5. 1 2 3 4 5 6 7 8  Tra Berici e Lessini, maggio 2013, p. 32.